# Белый Клык 2: Легенда о белом волке
«Белый клык 2: Легенда о белом волке» (англ. White Fang 2: Myth Of The White Wolf) — американский приключенческий фильм, выпущенный студией Уолта Диснея. Фильм является продолжением фильма «Белый клык», снятого ранее в 1991 году.
Кинокартина впервые вышла на экран 15 апреля 1994 года в США. Режиссёром фильма выступил Кен Олин, а главные роли исполнили Скотт Бэйрстоу, Чэрмейн Крейг, Эл Харигтон, Джефри Льюис и Альфред Молина. Сборы от показа фильма в США составили порядка 8 млн долларов.
Фильм «Белый клык 2: Легенда о белом волке» практически не связан с повестью Джека Лондона «Белый клык». Их объединяют только две вещи — время действия фильма (период Золотой лихорадки на Аляске) и герой (волк Белый Клык).

## Сюжет
Генри Кэйси — молодой золотоискатель, а его друг — приручённый волк Белый Клык. Белый Клык достался Генри от его друга, Джека Конроя, завещавшего Скотту также свою золотую  шахту (об этом рассказывается в первом фильме — см. фильм «Белый клык»).
Генри с Белым Клыком сталкиваются с противниками, которые хотят захватить их золото. А также молодой золотоискатель знакомится с одним индейским племенем. Генри влюбляется в прекрасную индейскую девушку Лили. А Лили и её отец — вождь племени Моисей считают Генри воплощением духа волка. И теперь герой должен спасти племя от голода и найти мифические стада животных карибу.
Фильм заканчивается счастливо — золотоискатель находит животных Карибу и этим спасает племя от гибели, а Лили отвечает на любовь Генри взаимностью. Белый Клык тоже времени не теряет: он находит свою любовь — волчицу, и вскоре у пары рождаются маленькие волчата.

## В ролях
- Скотт Бэйрстоу — Генри Кэйси
- Чэрмейн Крейг — Лили Джозеф
- Эл Харигтон — Моисей Джозеф
- Энтони Руививэр — Питер
- Виктория Расимо — Кэтрин
- Альфред Молина — преподобный Леланд Друри
- Поль Кёр — Адам Джон Хэйл
- Джефри Льюис — Хит